# Protureligioznost
Protureligioznost ili antireligioznost je izraz kojim se opisuje opozicija odnosno suprotstavljanje religiji. Antireligiozno nastrojeni ljudi smatraju da religija kao društveni fenomen po svojoj prirodi štetna s obzirom na to da priječi racionalno razmišljanje, koči znanstveni napredak, te izaziva podjele i sukobe među ljudima.
Protureligioznost valja razlikovati od ateizma, s obzirom na to da ne-vjerovanje u Boga ili božanstva ne mora značiti suprotstavljanje religiji kao takvoj,  s obzirom na to da ima ateista koji smatraju kako religija - bez obzira na to što je u svojoj osnovi pogrešna - može imati društveno korisnu funkciju (moral). Antireligioznost također valja razlikovati od antiteizma koji se suprotstavlja svakom teističkom vjerovanju umjesto religije.
Neki od najpoznatijih antireligioznih osoba u današnjem svijetu su evolucijski biolog Richard Dawkins, komičarka Rosie O'Donnell i glazbenik Elton John.